# Wormser Memorandum
Das Wormser Memorandum, ein am 6. März 1971 an das Oberhaupt der Katholischen Kirche Papst Paul VI. gerichteter Offener Brief, bat den Papst um „ein klärendes Wort zur Person und Lehre Martin Luthers aus heutiger katholischer Sicht“ und darum, Schritte einzuleiten mit dem Ziel, den Kirchenbann über den Reformator Martin Luther, dessen Wirken zur Konstituierung Evangelischer Kirchen und von Teilen des Protestantismus führte, sowie über seine Anhänger aufzuheben.
Das Memorandum wurde von Vertretern der Laien und des Klerus des römisch-katholischen Dekanats Worms  verfasst. Ihr Anliegen war, die christliche Ökumene zu fördern und zu den Reformationsfeiern im „Lutherjahr 1971“ in ihrer Heimatstadt beizutragen: Mit der Zurücknahme der Bannbulle „würde der irrige Eindruck der generellen Verurteilung der Lehren Luthers und seine persönliche Diskriminierung beseitigt werden“. Es könne damit nach viereinhalb Jahrhunderten „eine der Ursachen für eine unzeitgemäße Belastung des Verhältnisses der Christen untereinander wirkungslos gemacht werden“, zugleich „sollte […] der Eindruck einer undifferenzierten, generellen Legitimierung Lutherischer Lehren vermieden werden“. Zur Begründung wurde Bezug genommen auf aktuelle Diskussionen um theologische Würdigung und kirchenrechtliche Rehabilitation Luthers.
Anlass war der 450. Jahrestag der Verhängung des Kirchenbanns durch Papst Leo X. mit der Bannbulle Decet Romanum Pontificem und der Verhängung der Reichsacht über Luther durch das Wormser Edikt im Jahr 1521. Das Memorandum wurde in deutscher, lateinischer, griechischer, französischer und spanischer Sprache veröffentlicht.
Die abschlägige Antwort der römisch-katholischen Kirchenleitung, übermittelt in einem Schreiben des Präsidenten Johannes Willebrands des Päpstlichen Rats zur Förderung der Einheit der Christen vom 14. Juli 1971, wies auf den angestrebten, aber noch ausstehenden Konsens der Kirchen bezüglich der im „Lutherbann“ verurteilten Glaubenslehren hin.
Unter Würdigung unter anderem seines Engagements als Mitinitiator und -verfasser des Wormser Memorandums wurde Richard Wisser 2007 mit dem Ehrenring der Stadt Worms geehrt.

## Hintergrund
Paul VI. hatte 1965 die im Jahre 1054 ausgesprochene Exkommunikation des Patriarchen von Konstantinopel faktisch aufgehoben, die für Entstehung und Fortbestehen des Morgenländischen Schisma eine wichtige Rolle gespielt hatte. Im ökumenischen Dialog nach dem Zweiten Vatikanischen Konzil und während der nach 1965 begonnenen Arbeit evangelisch-lutherischer/römisch-katholischer Kommissionen und Arbeitsgruppen wurde auch die kirchenrechtliche Rehabilitation Luthers diskutiert, so forderten die katholischen Theologen Hans Küng und Bernhard Häring, den Kirchenbann gegen Luther aufzuheben. Johannes Willebrands hatte im Juli 1970 vor der Vollversammlung des Lutherischen Weltbundes in Évian festgestellt, Luthers Absicht sei es gewesen, die Kirche zu reformieren, nicht, sie zu spalten, seine Reformanliegen würden anerkannt seit der Erneuerung der katholischen Theologie auf dem Zweiten Vatikanischen Konzil.
Eine der Öffentlichkeit zunächst nicht bekannte Konferenz katholischer Theologen und Kirchenhistoriker im Kloster Le Saulchoir bei Paris hatte im Oktober 1970 eine interne Empfehlung für die römisch-katholische Kirchenleitung erarbeitet, „wie die 1971 zu erwartenden Lutherfeiern für die Ökumene möglichst ergiebig zu beeinflussen wären“, und sich darin gegen die Aufhebung des Banns ausgesprochen. Joseph Lortz, Teilnehmer der Konferenz, hatte im Januar 1971 erklärt, es gebe „tatsächlich bei Luther Äußerungen, die innerhalb des katholischen Glaubensbekenntnisses keinen Platz haben“, Bannaufhebung würde besagen, „die Verurteilungen, die die katholische Kirche ausgesprochen hat, stimmten in keinem Punkt!“.
1999 wurden mit der Gemeinsamen Erklärung zur Rechtfertigungslehre als erstem bedeutenden Schritt ökumenischer Konsensfindung diejenigen der seit der Reformation ausgesprochenen gegenseitigen Verurteilungen, die die Lehre von der Rechtfertigung betreffen, als nicht mehr zutreffend faktisch zurückgenommen.